# Philón (mérnök)
Philón (Φίλων, i. e. 280 körül, Konstantinápoly – i. e. 220 körül, Alexandria) görög mérnök, szakíró. Talán Ktészibiosz tanítványa, akitől kicsit fiatalabb volt, bár néhány forrás egy évszázaddal korábbra is utalhat.

## Műve
A Mékhaniké szüntaxisz című műve fejezetei:
1. Εἰσαγωγή (eiszagógé) – bevezetés a matematikába
2. Μοχλικά (mokhlika) – általános mechanika
3. Λιμενοποιικά (limenopoiika) – a kikötők építéséről
4. Βελοποιικά (belopoiika) – a hajítógépekről
5. Πνευματικά (pneumatika) – levegő- és víznyomással üzemeltetett gépek
6. Αὐτοματοποιικά (automatopoiika) – mechanikus játékokról
7. Πολιορκητικά (poliorkétika) – ostromgépek
8. Περὶ ἐπιστολῶν (peri episztolón) – a titkosírásokról

Munkájából töredékek maradtak fenn: a negyedik fejezet, amely a katapultok és ostromgépek építéséről szól, teljes egészében, az ötödik kivonata (teikopoika), illetve a pneumatika töredéke középkori latin fordításban De ingeniis spiritualibus címmel, amely egy arab változatot használt fel. A munkát feltehetően Marcus Vitruvius Pollio is használta. A Pneumatikában valószínűleg először ír a kor találmányáról, a vízimalomról. Első ismert leírását adja a láncos ismétlő számszeríjnak.